# Benjamin Harrison
Benjamin Harrison (North Bend, 20. kolovoza 1833. – Indianopolis, 13. ožujka 1901.), američki političar. Bio je odvjetnik, u Američkom građanskom ratu brigadni general, kasnije senator i 23. predsjednik SAD-a. Provodio je politiku zaštitnih carina na osnovi Zakona o carinama. Inicijator je Panameričkog kongresa, koji je imao za cilj uski savez američkih država na 1. Haškoj mirovnoj konferenciji 1899. Kao odvjetnik zastupao je interese Venezuele u njenu pograničnom sporu s Velikom Britanijom.  

## Životopis
Harrison se rodio u Ohiju, u jednoj od najuglednijih američkih političkih obitelji, čiji je najpoznatiji predstavnik njegov djed William Henry Harrison, proslavljeni general i predsjednik SAD-a s najkraćim stažom u povijesti.
Harrison je diplomirao pravo te služio kao sudski službenik u Vrhovnom sudu Indiane. Kada je izbio američki građanski rat, Harrison se priključio vojsci Unije i u njoj napredovao do čina brigadnog generala. Dok je rat još trajao, ponovno je izabran je za sudsku dužnost. 
Godine 1876. Harrison se kao republikanac bez uspjeha kandidirao za guvernera Indiane. Tri godine kasnije postao je član Riječne komisije Mississippija. Od 1881. do 1887. godine Harrison je služio u federalnom Senatu.
Godine 1888. Harrison je na republikanskoj izbornoj konvenciji dobio predsjedničku nominaciju i tako stekao priliku da izazove demokratskog predsjednika Grovera Clevelanda. Kampanja je bila prilično prljava, a Cleveland je na kraju osvojio više glasova na nacionalnoj razini. Međutim, u ključnoj državi New Yorku je široko uvriježeno mišljenje da Cleveland uživa simpatije britanske vlade prema Harrisonu i da je to okrenulo tamošnje birače. Tako je Harrison uspio osvojiti većinu u elektorskom kolegiju.
Harrisonova administracija je bila obilježena nastojanjem da se povećaju carinske stope i tako stvoren budžetski višak iskoristi za cijeli niz građevinskih projekata, subvencioniranje gradnje parobroda i stvaranje moderne ratne mornarice kako bi SAD mogle biti ravnopravne imperijalističkim silama Europe. Harrison je istovremeno inzistirao na stvaranju permanentnog saveza američkih država, pa je godine 1889. pod njegovim pokroviteljstvom u Washingtonu održan prvi Panamerički kongres.
Međutim, vrlo brzo se budžetski višak istopio, a Kongres i Harrisonovi pokrovitelji podlegli pritisku zagovornika niskih carinskih stopa. 
Usprkos nepopularnosti, Harrison je od strane Republikanske stranke nominiran za još mandata. Protiv sebe je ponovno imao Clevelanda. 25. listopada 1892., nekoliko dana prije izbora, njegova supruga Caroline i majka dvoje djece je umrla od tuberkuloze. Na izborima je Harrison poražen od Clevelanda.
Nakon odlaska iz Bijele kuće, Cleveland se oženio za svoju tajnicu i Carolininu nećakinju Mary Scott Lord Dimmick, koja će mu roditi još jedno dijete. 
Godine 1899. Harrison je služio kao delegat u Haškoj mirovnoj konferenciji.
Godine 1901. je podlegao posljedicama gripe i upale pluća.
Benjamin Harrison je ostao zapamćen kao prvi i zasad jedini predsjednik čiji je djed bio u Bijeloj kući. Također je zapamćen po tome što je za njegovog mandata u Bijelu kuću instalirana struja, te kao prvi predsjednik čiji je glas zabilježen na fonografu.